# Marsh Marigold Lake
Marsh Marigold Lake är en sjö i Kanada.   Den ligger i provinsen British Columbia, i den sydvästra delen av landet, 3 700 km väster om huvudstaden Ottawa. Marsh Marigold Lake ligger 1 442 meter över havet.
I omgivningarna runt Marsh Marigold Lake växer i huvudsak barrskog. Trakten runt Marsh Marigold Lake är nära nog obefolkad, med mindre än två invånare per kvadratkilometer.